# Викторија Фолс
Викторија Фолс је туристички град у Зимбабвеу поред истоимених водопада на реци Замбези.